# Tetragnatha viridorufa
Tetragnatha viridorufa este o specie de păianjeni din genul Tetragnatha, familia Tetragnathidae, descrisă de Gravely în anul 1921. Conform Catalogue of Life specia Tetragnatha viridorufa nu are subspecii cunoscute.

## Galerie

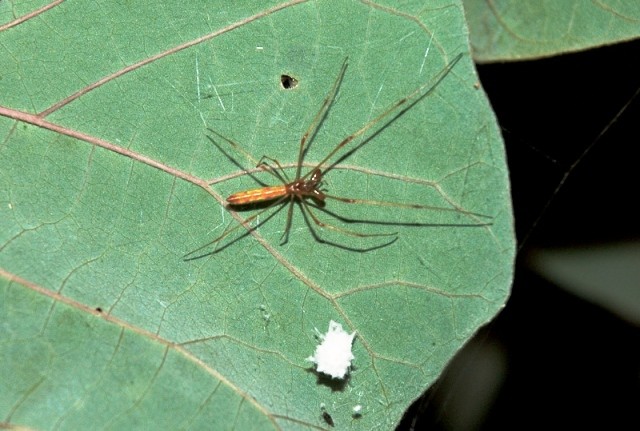